# Еврейское право
Еврейское право (ивр. מִשְׁפָּט עִבְרִי‎, мишпат иври) — совокупность религиозных норм иудаизма, имеющих правовой характер; одна из конфессиональных форм религиозного права.
Кроме того, еврейское право можно рассматривать как часть (Галаху) Устного Учения (Талмуда), которое включает в себя также Агаду: древние сказания и легенды, нравоучительные истории, притчи, мудрые изречения.
В классификации, предпринятой Рене Давидом, еврейское право входит в так называемую религиозную правовую семью и образует наряду с мусульманским и индусским правом отдельное научное направление и область применения.
В юридической географии мира, на сегодняшний день, еврейское право действует в Израиле и США, и в отдельных религиозных еврейских общинах по всему миру.

## Происхождение термина
Термин появился в начале XX века в кругах еврейской интеллигенции, стремившейся к национальному возрождению и рассматривавшей Галаху в качестве национально-самобытной правовой системы.
«Еврейское право» — один из возможных переводов с иврита выражения מִשְׁפָּט עִבְרִי, где первое слово имеет также значение «суд», «правосудие», «судопроизводство», «решение суда», «закон», «обычай», «суждение» и т. д. Используется главным образом для обозначения нормативной части Галахи, регламентирующей отношение человека к другим людям.
Многие исследователи считают этот термин недостаточно корректным, поскольку сама Галаха никак не отличает эти нормативные установления от остальных и придаёт всем им без исключения один и тот же, исходящий из повелений Бога и базирующийся на незыблемом фундаменте Письменного Закона, религиозно-ритуальный смысл. Невозможность выделить в Галахе религиозный и светский аспекты, а тем более ритуальную, правовую и моральные части подтверждается Десятью заповедями, где предписания религиозные («Да не будет у тебя других богов помимо Меня…»), моральные («Чти отца и мать твою…»), а также законы уголовного права («Не убивай», «Не кради») не только соседствуют, но и имеют одинаковое обоснование и силу.

## История
История еврейского права насчитывает более трёх тысячелетий, и истоки его сродни другим правовым системам Древнего Востока — древнеаккадского города-государства Эшнунна (1900 г. до н. э.), вавилонского царя Хаммурапи (1792—1750 гг. до н. э.), Ассирии (1400—1110 гг. до н. э.), Хеттского государства (1400—1300 гг. до н. э.) и Ново-Вавилонского царства (VI в. до н. э.)
Историю еврейского права можно разделить на два основных этапа:
- Эпоха до составления Талмуда;
- Эпоха после составления Талмуда;

1. Первый Этап принято делить в научной литературе на следующие периоды:
  1. Библейский период — до Эзры и Нехемьи (приблизительно, середина V века до н. э.);
  2. Период от Эзры и Нехемьи и до периода так называемых пар (160 г. до н. э.). Значительную часть этого периода принято называть периодом книжников[1].
  3. Период Пар (от 160 г. до н. э. до начала новой эры). Этот период включает в себя пары учёных, народных руководителей и знатоков Галахи (их имена упоминаются в первой главе трактата «Поучения отцов» и во второй главе трактата «Хагига»).
Среди знатоков Галахи, которых мы знаем по именам из талмудической литературы периода, предшествовавшего «Парам», — Симон Праведный из «последних мужей» Великого Собрания и Антигон из Сохо. После последнего «Парного» наси Гилеля это звание унаследовал его сын Шимеон, а затем — сын Шимеона Раббан Гамлиэль старший.
  4. Период танаим (от поколения, жившего во время гибели Второго Храма и до 220 г. н. э.). В этот период действовало пять поколений учёных, начиная с рабана Шимеона бен Гамлиэля и его современников и до рабби Иегуды Ганаси, редактора Мишны. Учёные последующего, шестого, поколения, к которым причисляют Хию Великого и его современников, были связующим звеном между периодом танаим и периодом амораим. От этого периода кодифицированной Мишны до нас дошли сборники Мидрашей и Барайты.
  5. Период амораим (от 220 г. до конца V века). В этот период в Эрец-Исраэль жили и действовали пять поколений амораим (до конца IV века), а в Вавилоне — семь поколений амораим. Этот период обогатил двумя Талмудами — Иерусалимским и Вавилонским.
  6. С конца седьмого поколения вавилонских амораим начинается переходный этап к периоду савораим (интерпретаторов). Он длится до конца VI века, а по мнению некоторых историков — до середины VII века. Эти учёные занимались, главным образом, завершением редактирования Вавилонского Талмуда, установлением правил окончательного решения (в пользу одного из вариантов) и законодательством.
2. Второй этап после завершения Талмуда принято делить на следующие периоды:
  1. Период гаонов (геоним). Он длился от конца периода савораим, примерно, до 1040 года, то есть до середины X века. Этот период получил название от почётного звания «гаон» (выдающийся учёный) — официальный титул глав ешив в Суре и в Пумбедите (Вавилония) того времени. Большую часть этого периода вавилонские ешивы остаются духовным центром всего еврейства, и их решения, как и ответы гаонов на запросы с мест, имели силу непреложного закона в большинстве еврейских общин. Гаоны стремились сделать Вавилонский Талмуд главным источником Галахи для всего еврейства, и это им удалось.
К числу наиболее известных гаонов относятся: Иегудаи, Амрам гаон, Саадия гаон, рав Шмуэль бен Хофни, рав Шрира и его сын рав Гай.
В середине XI века закончился большой исторический период, когда существовал единый духовный центр для всей еврейской диаспоры. Отныне у каждого из центров появились свои руководители и учителя. Правда, и в дальнейшем сохранялась связь между разными центрами, и время от времени появлялись на горизонте выдающиеся личности, авторитет которых был гораздо большим и непреложным в ряде еврейских центров. Но гегемонии одного центра пришёл конец, и это имело далеко идущие последствия для развития еврейского права.
В период гаонов появились в еврейском праве первые признаки разделения галахической литературы на три разновидности, сохранившиеся и поныне: «Комментарии и Новшества», «Вопросы и Ответы» (сборники решений мудрецов по конкретным случаям); «Галахот и Поским» (сборники галахических и судебных постановлений).
  2. Раввинский период. Он начинается сразу после периода гаонов. В раввинском периоде, с точки зрения еврейского права, отмечают три этапа.
    1. Этап ришоним (первых раввинов) — от XI и до XVI века, то есть до появления р. Иосефа Каро (Испания) и его знаменитого труда «Шулхан арух» («Накрытый стол») и рабби Моше Исерлеса из Кракова, автора капитального труда «Мапа» («Скатерть»), одного из величайших представителей польского семейства. Это классический этап раввинского периода, в котором гармонически сочетаются все три источника еврейского права — «Комментарии и Новшества», «Вопросы и Ответы» (еврейское прецедентное право), Галахот и Поским, связанные с кодификацией еврейского права. Начало этого этапа ознаменовалось расцветом испанского центра, в конце же наблюдается закат его и возвышение других центров — в Эрец-Исраэль, в странах Османской империи, в Польше и Литве.
    2. Этап ахароним (последних раввинов) — от Иосефа Каро и Исерлесе и до конца XVIII века и движения эмансипации. На этом этапе продолжается литературное творчество во всех упомянутых выше областях. Но особого расцвета достигает жанр «Вопросов и Ответов». От этого этапа к нам дошло много сборников Постановлений различных еврейских общин. Развитие и теоретическое обоснование этого источника права приходится на предыдущие этапы, но наибольшее количество дошедших до нас сборников падает именно на этот этап. Завершается он крутым поворотом в развитии еврейского права в связи с наступлением так называемой эмансипации и потерей судебной автономии.
    3. Этап потери еврейской судебной автономии начался в конце XVIII века. С точки зрения еврейского права его разделяют на три ступени:
      1. От конца XVIII века до начала XX века, то есть от потери судебной автономии до начала национального возрождения.
      2. От начала XX века и до образования Государства Израиль.
      3. От образования Государства Израиль и до наших дней.

Исторический путь развития еврейского права от начала потери судебной автономии качественно резко отличается от предшествующего периода. Эти перемены вызвали к жизни новые проблемы, имеющие мало общего с теми, которые стояли перед нами до конца XVIII века.

## Статус в Израиле
Существенная особенность правовой системы современного Государства Израиль — включение в неё элементов еврейского религиозного права (Галахи), хотя израильское право ни в какой мере не тождественно религиозному праву. Область, в которую религиозное законодательство было инкорпорировано полностью, — личный статус. Под юрисдикцией религиозных судов (еврейских, мусульманских, друзских и христианских) находятся акты гражданского состояния (брак, развод, погребение). В юрисдикцию раввинатских судов входит также утверждение гиюра. Существуют также вопросы, которые могут быть рассмотрены религиозным судом по обоюдному согласию сторон. Религиозные суды, однако, подпадают под юрисдикцию Высшего суда справедливости Израиля (ивр. בית משפט גבוה לצדק‎, БАГАЦ).
Стремление израильского общества к компромиссу, приемлемому для религиозных и нерелигиозных кругов, а также к сохранению национальных традиций в государственной и общественной жизни страны нашло выражение в так называемом статус-кво, сложившемся ещё до возникновения еврейского государства: юрисдикция раввинатских судов в области личного статуса (браки и разводы) членов еврейской общины; запрещение работы в субботу (Шаббат) и дни религиозных праздников в государственных учреждениях и общественных заведениях, на общественном транспорте, на промышленных предприятиях и в сфере обслуживания; запрещение публично продавать квасное (хамец) в Песах; особая сеть религиозных школ; признание и субсидирование религиозных учреждений и служб. Принципы Галахи частично оказали влияние на иммиграционное законодательство (см. Закон о возвращении).
Часть юристов полагает, что, пока существуют раввинатские суды, Государство Израиль нельзя идентифицировать как «еврейское и демократическое», поскольку понятие «правовое демократическое государство», по их мнению, несовместимо с концепцией галахическо-теократического государства.
В настоящее время, когда суду необходимо принять решение по какому-то вопросу, в первую очередь поиск решения ведётся среди законов Государства Израиль, затем среди законов Британского мандата, и в следующую очередь, — среди еврейских первоисточников (Талмуд, Галаха и т. д.)